# Campeonato FIBA Américas de 2005
El Campeonato FIBA Américas de 2005 fue la decimosegunda edición del campeonato de baloncesto del continente americano y se celebró en Santo Domingo (República Dominicana) entre el 24 de agosto y 4 de septiembre de 2005. Para la participación en el Campeonato Mundial de Baloncesto de 2006, FIBA Américas tenía un total de 5 cupos directos; de los 44 afiliados a FIBA Américas, solo participaron en estas eliminatorias 10 selecciones nacionales.

## Equipos participantes
| Grupo A               | Grupo A            | Grupo A                 | Grupo A                          | Grupo A               | Grupo A |
| Bandera de Brasil.    | Bandera de Canadá. | Bandera de Panamá.      |                                  | Bandera de Venezuela. |         |
| Brasil                | Canadá             | Panamá                  | Estados Unidos                   | Venezuela             |         |
| Grupo B               | Grupo B            | Grupo B                 | Grupo B                          | Grupo B               | Grupo B |
| Bandera de Argentina. | Bandera de México. | Bandera de Puerto Rico. | Bandera de República Dominicana. | Bandera de Uruguay.   |         |
| Argentina             | México             | Puerto Rico             | República Dominicana             | Uruguay               |         |
| --------------------- | ------------------ | ----------------------- | -------------------------------- | --------------------- | ------- |

## Primera fase

### Grupo A
| Po. | Equipo         | Pts | G | P | PF  | PC  | Dif |
| --- | -------------- | --- | - | - | --- | --- | --- |
| 1   | Brasil         | 7   | 3 | 1 | 393 | 342 | 51  |
| 2   | Venezuela      | 7   | 3 | 1 | 330 | 342 | -12 |
| 3   | Estados Unidos | 6   | 2 | 2 | 336 | 329 | 7   |
| 4   | Panamá         | 5   | 1 | 3 | 298 | 302 | -4  |
| 5   | Canadá         | 5   | 1 | 3 | 318 | 360 | -42 |

### Grupo B
| Po. | Equipo               | Pts | G | P | PF  | PC  | Dif |
| --- | -------------------- | --- | - | - | --- | --- | --- |
| 1   | Argentina            | 7   | 3 | 1 | 348 | 307 | 41  |
| 2   | República Dominicana | 7   | 3 | 1 | 330 | 342 | -8  |
| 3   | Puerto Rico          | 6   | 2 | 2 | 336 | 329 | 15  |
| 4   | Uruguay              | 5   | 1 | 3 | 312 | 313 | -1  |
| 5   | México               | 5   | 1 | 3 | 318 | 360 | -47 |

## Segunda fase
|     |                      | Primera Fase | Primera Fase | Primera Fase | Primera Fase | Primera Fase | Primera Fase | Segunda Fase | Segunda Fase | Segunda Fase | Segunda Fase | Segunda Fase | Segunda Fase | Total | Total | Total | Total | Total | Total |
| Po. | Equipo               | Pts          | G            | P            | PF           | PC           | Dif          | Pts          | G            | P            | PF           | PC           | Dif          | Pts   | G     | P     | PF    | PC    | Dif   |
| --- | -------------------- | ------------ | ------------ | ------------ | ------------ | ------------ | ------------ | ------------ | ------------ | ------------ | ------------ | ------------ | ------------ | ----- | ----- | ----- | ----- | ----- | ----- |
| 1   | Argentina            | 6            | 3            | 0            | 266          | 211          | 55           | 7            | 3            | 1            | 317          | 276          | 41           | 13    | 6     | 1     | 583   | 487   | 96    |
| 2   | Brasil               | 5            | 2            | 1            | 288          | 261          | 27           | 6            | 2            | 2            | 330          | 319          | 11           | 11    | 4     | 3     | 618   | 580   | 38    |
| 3   | Estados Unidos       | 5            | 2            | 1            | 260          | 237          | 23           | 6            | 2            | 2            | 352          | 335          | 17           | 11    | 4     | 3     | 612   | 572   | 40    |
| 4   | Venezuela            | 5            | 2            | 1            | 230          | 251          | -21          | 6            | 2            | 2            | 306          | 337          | -31          | 11    | 4     | 3     | 536   | 588   | -52   |
| 5   | Panamá               | 3            | 0            | 3            | 219          | 248          | -29          | 7            | 4            | 0            | 329          | 288          | 40           | 11    | 4     | 3     | 548   | 356   | 12    |
| 6   | República Dominicana | 5            | 2            | 1            | 211          | 239          | -28          | 5            | 1            | 3            | 323          | 342          | -19          | 10    | 3     | 4     | 534   | 581   | -47   |
| 7   | Puerto Rico          | 4            | 1            | 2            | 260          | 265          | -5           | 7            | 2            | 2            | 323          | 340          | -17          | 10    | 3     | 4     | 583   | 605   | -22   |
| 8   | Uruguay              | 3            | 0            | 3            | 221          | 253          | -32          | 4            | 0            | 4            | 316          | 359          | -43          | 7     | 0     | 7     | 537   | 615   | -75   |

## Fase final
|  | Semifinales                     | Semifinales                     |    |                                 | Final                           | Final |  |
|  |                                 |                                 |    |                                 |                                 |       |  |
|  |                                 |                                 |    |                                 |                                 |       |  |
|  | 3 de septiembre de 2005 - 19:00 |                                 |    |                                 |                                 |       |  |
|  | Estados Unidos                  | 75                              |    |                                 |                                 |       |  |
|  | Brasil                          | 93                              |    |                                 |                                 |       |  |
|  |                                 |                                 |    |                                 |                                 |       |  |
|  |                                 |                                 |    |                                 | 4 de septiembre de 2005 - 21:00 |       |  |
|  |                                 |                                 |    |                                 | Brasil                          | 100   |  |
|  |                                 | Argentina                       | 88 |                                 |                                 |       |  |
|  |                                 |                                 |    |                                 |                                 |       |  |
|  |                                 |                                 |    |                                 |                                 |       |  |
|  |                                 |                                 |    |                                 | Tercer lugar                    |       |  |
|  | 3 de septiembre de 2005 - 21:30 | 3 de septiembre de 2005 - 21:30 |    | 4 de septiembre de 2005 - 18:00 | 4 de septiembre de 2005 - 18:00 |       |  |
|  | Argentina                       | 104                             |    | Estados Unidos                  | 83                              |       |  |
|  | Venezuela                       | 93                              |    |                                 | Venezuela                       | 93    |  |

Brasil

Campeón

Tercer título